# اندر برداخی
اندر برداخی (انگلیسی: Ander Bardají؛ زادهٔ ۲۰ آوریل ۱۹۹۵) بازیکن فوتبال اهل اسپانیا است.
از باشگاه‌هایی که در آن بازی کرده‌است می‌توان به باشگاه فوتبال اوئسکا، باشگاه فوتبال فوئنلابرادا، و باشگاه فوتبال رئال سوسیداد اشاره کرد.
وی همچنین در تیم ملی فوتبال زیر ۱۹ سال اسپانیا بازی کرده‌است.

## حرفه باشگاهی
بارداجی که در لاسارته-اوریا، گیپوزکوآ، کشور باسک به دنیا آمد، در مجموعه جوانان رئال سوسیداد فارغ التحصیل شد. در 1 سپتامبر 2012، تنها 17 سال سن داشت، او اولین بازی خود را به عنوان بزرگسال انجام داد و همراه با ذخیره ها در برد خانگی 2-1 مقابل رئال ساراگوزا B در مسابقات قهرمانی سگوندا دیویژن B ظاهر شد.
برداجی قطعاً در 17 ژوئیه 2013 به تیم B ارتقا یافت، پس از اینکه قبلاً در کمپین قبلی هفت بار برای آن حضور داشت. در 16 آوریل سال بعد، او پیوند خود را با Txuri-urdin تمدید کرد و تا سال 2018 قرارداد امضا کرد.
بارداجی که در ابتدا پس از جدایی کلودیو براوو از بارسلونا به تیم اصلی برای فصل 15–2014 ارتقاء یافت، به دلیل ورود جرونیمو رولی، تنها به عنوان گزینه سوم انتخاب شد. پس از آزادی Eñaut Zubikarai در ژوئن 2015، او توسط مدیر دیوید مویز برای پیش فصل به تیم اصلی دعوت شد،  اما تنها پس از امضای Oier Olazábal برای B-side استفاده شد.
بارداجی قطعاً قبل از کمپین 2016–2017 به تیم اصلی ارتقا یافت، اما به عنوان یک پشتیبان برای رولی و خرید جدید تونو رامیرز باقی ماند. در 24 ژوئیه 2017 او روابط خود را با رئال قطع کرد، و چند ساعت بعد قراردادی سه ساله با تیم Segunda División SD Huesca امضا کرد.
بارداجی اولین بازی حرفه‌ای خود را در 6 سپتامبر 2017 انجام داد و با شکست خانگی 0–2 مقابل رئال وایادولید، برای کوپا دل ری فصل شروع شد. او در پایان رقابت‌ها به لالیگا صعود کرد، اما به عنوان گزینه سوم پس از الکس رمیرو و روبرتو سانتاماریا عمل کرد.
در 14 آگوست 2018، بارداجی به مدت یک سال به سی اف فوئنلابرادا در دسته سوم قرض داده شد، اما کمپین را به عنوان پشتیبان برای بیل ریباس سپری کرد زیرا تیمش به سطح دوم صعود کرد. در 31 ژوئیه بعدی، او در یک معامله موقت به تیم دیگر دسته سوم SD Ejea رفت.